# Chyliza fumipennis
Chyliza fumipennis är en tvåvingeart som beskrevs av Friedrich Georg Hendel 1913. Chyliza fumipennis ingår i släktet Chyliza och familjen rotflugor.
Artens utbredningsområde är Taiwan. Inga underarter finns listade i Catalogue of Life.